# Liste der Monuments historiques in Boujailles
Die Liste der Monuments historiques in Boujailles führt die Monuments historiques in der französischen Gemeinde Boujailles auf.

## Liste der Immobilien
| Bezeichnung       | Beschreibung                                             | Standort                  | Kennzeichnung | Schutzstatus | Datum | Bild           |
| ----------------- | -------------------------------------------------------- | ------------------------- | ------------- | ------------ | ----- | -------------- |
| Kirche St-Maurice | von 1844 bis 1849 erbaut, Architekt César Auguste Pompée | Place de la Mairie (Lage) | PA00125394    | Classé       | 1995  | weitere Bilder |

## Liste der Objekte
| Bezeichnung                                                                                          | Beschreibung | Standort                                    | Kennzeichnung | Schutzstatus | Datum | Bild           |
| --- | --- | ------------------------------------------- | ------------- | ------------ | ----- | -------------- |
| Zwei Kerzenständer                                                                                   | Eichenholz, 18. Jahrhundert                                                                                            | in der Kirche St-Maurice (Lage)             | PM25000428    | Classé       | 1970  |                |
| Kanzel                                                                                               | Eichenholz (?) und Gips, teilweise bemalt und vergoldet, 18. und 19. Jahrhundert                                       | in der Kirche St-Maurice (Lage)             | PM25000429    | Classé       | 1970  | weitere Bilder |
| Relief Martyrium des heiligen Laurentius                                                             | Holz, 18. Jahrhundert                                                                                                  | in der Kirche St-Maurice (Lage)             | PM25000430    | Classé       | 1970  |                |
| Handglocke                                                                                           | Bronze, 1815 gegossen                                                                                                  | in der Kirche St-Maurice (Lage)             | PM25000431    | Classé       | 1979  |                |
| Gemälde Schwarze Madonna von Einsiedeln                                                              | Ölfarbe auf Leinwand, 18. Jahrhundert                                                                                  | in der Kirche St-Maurice (Lage)             | PM25000432    | Classé       | 1979  |                |
| Zwei Ziborien                                                                                        | Zinn, 18. Jahrhundert                                                                                                  | in der Kirche St-Maurice (Lage)             | PM25000433    | Classé       | 1979  |                |
| Hauptaltar                                                                                           | Altartisch, Altaraufbau und Retabel; Holz, farbig gefasst und vergoldet, 18. Jahrhundert                               | in der Kapelle Notre-Dame-des-Champs (Lage) | PM25000434    | Classé       | 1979  |                |
| Hauptaltar                                                                                           | Altartisch, Altaraufbau, Tabernakel, Retabel und 12 Skulpturen; Stein, Marmor, Gips, 19. Jahrhundert (bezeichnet 1872) | in der Kirche St-Maurice (Lage)             | PM25001638    | Classé       | 1979  |                |
| Zwei Seitenaltäre                                                                                    | jeweils der Retabel; Stuck, Stein, 19. Jahrhundert                                                                     | in der Kirche St-Maurice (Lage)             | PM25001914    | Inscrit      | 1979  |                |
| Zwei Weihwasserbecken                                                                                | Kalkstein, 18. Jahrhundert                                                                                             | in der Kirche St-Maurice (Lage)             | PM25001915    | Inscrit      | 1979  |                |
| Kirchenbänke                                                                                         | Tannenholz, zweite Hälfte des 18. Jahrhunderts                                                                         | in der Kirche St-Maurice (Lage)             | PM25001916    | Inscrit      | 1979  |                |
| Zelebrantenstuhl                                                                                     | Eichenholz, 19. Jahrhundert                                                                                            | in der Kirche St-Maurice (Lage)             | PM25001917    | Inscrit      | 1979  |                |
| Skulptur Maria immaculata                                                                            | Holz, farbig gefasst und vergoldet, 19. Jahrhundert                                                                    | in der Kirche St-Maurice (Lage)             | PM25001918    | Inscrit      | 1979  |                |
| Gemälde Mariä Verkündigung                                                                           | Ölfarbe auf Leinwand, 19. Jahrhundert                                                                                  | in der Kirche St-Maurice (Lage)             | PM25001919    | Inscrit      | 1979  |                |
| Gemälde Mater dolorosa                                                                               | Ölfarbe auf Leinwand, 19. Jahrhundert                                                                                  | in der Kirche St-Maurice (Lage)             | PM25001920    | Inscrit      | 1979  |                |
| Gemälde Heiliger Franz Xaver                                                                         | Ölfarbe auf Leinwand, 19. Jahrhundert                                                                                  | in der Kirche St-Maurice (Lage)             | PM25001921    | Inscrit      | 1979  |                |
| Gemälde Heiliger Mauritius                                                                           | Ölfarbe auf Leinwand, 19. Jahrhundert                                                                                  | in der Kapelle Notre-Dame-des-Champs (Lage) | PM25001922    | Inscrit      | 1979  |                |
| Gemälde Heiliger Ludwig                                                                              | Ölfarbe auf Leinwand, 19. Jahrhundert                                                                                  | in der Kapelle Notre-Dame-des-Champs (Lage) | PM25001923    | Inscrit      | 1979  |                |
| Zwei Gemälde Heiliger Rochus                                                                         | Ölfarbe auf Leinwand, 19. Jahrhundert                                                                                  | in der Kapelle Notre-Dame-des-Champs (Lage) | PM25001924    | Inscrit      | 1979  |                |
| Kasel                                                                                                | Stoff, bestickt, 19. Jahrhundert                                                                                       | in der Kapelle Notre-Dame-des-Champs (Lage) | PM25001925    | Inscrit      | 1979  |                |
| Statuenreliquiar Madonna mit Kind                                                                    | Holz, vergoldet, 19. Jahrhundert                                                                                       | in der Kirche St-Maurice (Lage)             | PM25001926    | Inscrit      | 1980  |                |
| Gemälde Der heilige Simon Stock empfängt den Skapulier von der Gottesmutter                          | Ölfarbe auf Leinwand, Holzrahmen, 19. Jahrhundert                                                                      | in der Kirche St-Maurice (Lage)             | PM25001927    | Inscrit      | 1980  |                |
| Gemälde Die heiligen Dominikus und Katharina von Siena empfangen den Rosenkranz von der Gottesmutter | Ölfarbe auf Leinwand, Holzrahmen, 19. Jahrhundert                                                                      | in der Kirche St-Maurice (Lage)             | PM25001928    | Inscrit      | 1980  |                |